# Papillon (film 1973)

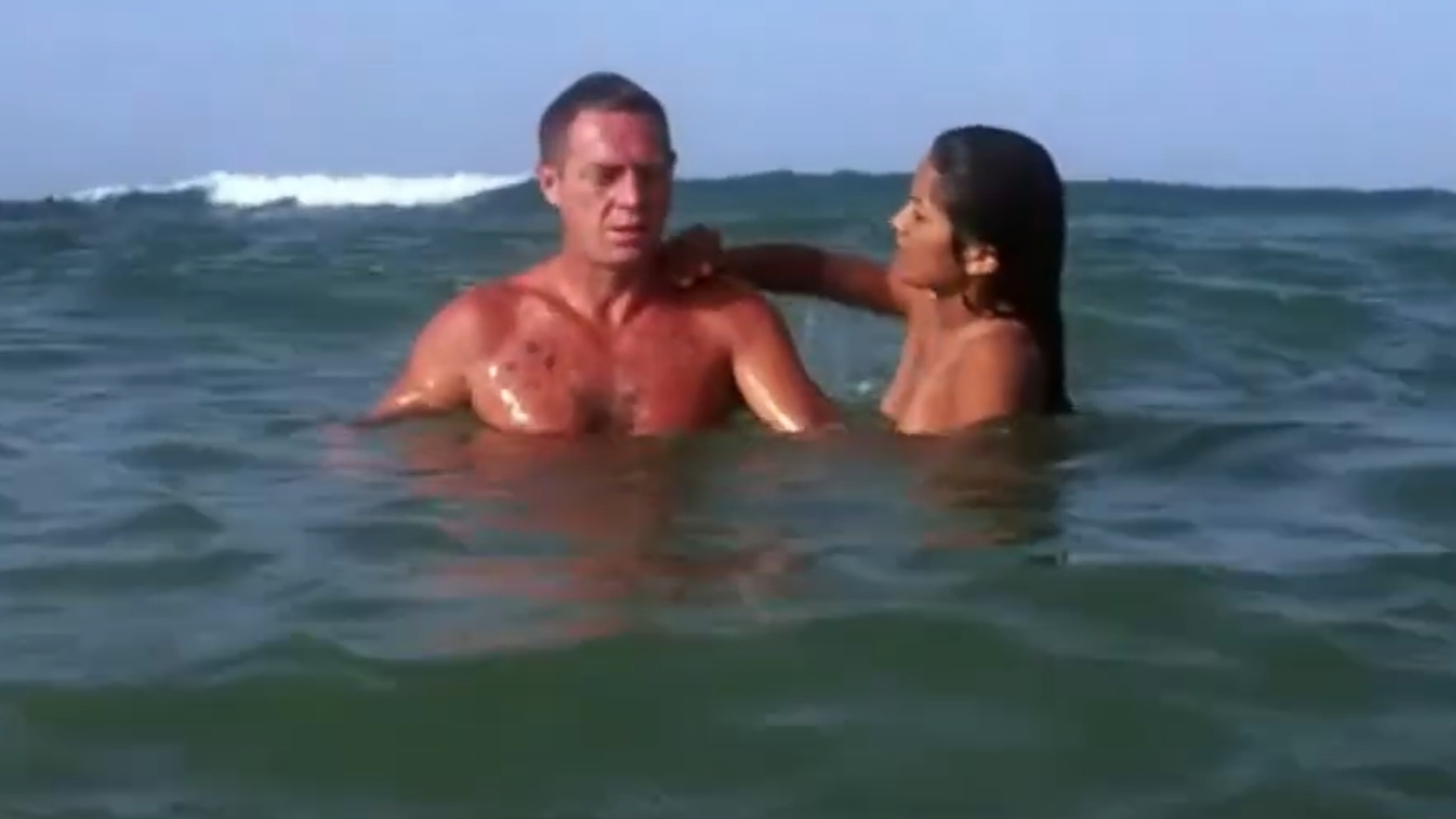
Steve McQueen w scenie z filmu

Papillon lub Motylek – amerykański film fabularny z 1973 roku w reżyserii Franklina J. Schaffnera, ze Steve’em McQueenem i Dustinem Hoffmanem w rolach głównych.
Film jest oparty na autentycznych wydarzeniach zawartych w autobiograficznej książce Henriego Charrière’a. Zdjęcia kręcono w Hiszpanii (Hondarribia w prowincji Gipuzkoa), na Jamajce (Falmouth, Montego Bay, Kingston, Ocho Rios, Savanna-la-Mar), na Hawajach (wyspa Maui) oraz w Gujanie Francuskiej.

## Fabuła
Niesłusznie skazany na dożywocie Henri Charrière (Steve McQueen) zostaje wysłany do kolonii karnej na Diabelskiej Wyspie znajdującej się w Gujanie Francuskiej, z której nie można uciec. Na statku poznaje Louisa Degę (Dustin Hoffman), który oferuje mu pieniądze w zamian za pomoc w przetrwaniu. Henri, pomimo wszelakich przeciwności i mimo drakońskich kar za próbę ucieczki (za jedną z prób ląduje na dwa lata w izolatce), usiłuje uciec z miejsca kaźni.

## Obsada
| Aktor          | Rola                                 | Aktor            | Rola          |
| -------------- | ------------------------------------ | ---------------- | ------------- |
| Steve McQueen  | Henri Charrière                      | Woodrow Parfrey  | Clusiot       |
| Dustin Hoffman | Louis Dega                           | Bill Mumy        | Lariot        |
| Victor Jory    | Wódz Indian                          | George Coulouris | dr Chatal     |
| Don Gordon     | Julot                                | Ratna Assan      | Zoraima       |
| Anthony Zerbe  | Toussaint – szef kolonii trędowatych | William Smithers | Warden Barrot |
| Robert Deman   | Fernandez Maturette                  | Val Avery        | Pascal        |